# Miltochrista rosalia
Miltochrista rosalia är en fjärilsart som beskrevs av George Francis Hampson 1914. Miltochrista rosalia ingår i släktet Miltochrista och familjen björnspinnare. Inga underarter finns listade i Catalogue of Life.